# 硒酰胺
硒酰胺是一种无机化合物，化学式为SeO2(NH2)2，它可由硒酸二甲酯在液氨中氨解得到，它在水溶液中水解为氨基硒酸铵。它的稳定性比SeO2(NHCH3)2和SeO2[N(CH3)2]2差。